# Vejdar
Vejdar (Isatis) är ett örtsläkte inom familjen korsblommiga växter som omfattar cirka 30 arter, där vejde (I. tinctoria) förekommer i Sverige. Arterna känns igen på att de har avlånga, tillplattade upp till 2 centimeter långa skidor. Dessa skidor är släta, och kantade med vingar. När skidan växer ut försvinner den ursprungliga skiljeväggen, och en utvuxen skida är därför enrummig och rymmer endast ett frö. Arterna är två- eller fleråriga. Blommorna är gula.

## Dottertaxa till Vejdar, i alfabetisk ordning[2]
- Isatis afghanica
- Isatis agnewii
- Isatis allionii
- Isatis amani
- Isatis apscheronica
- Isatis arenaria
- Isatis arnoldiana
- Isatis athoa
- Isatis aucheri
- Isatis biscutellifolia
- Isatis bitlisica
- Isatis boissieriana
- Isatis brachycarpa
- Isatis brevipes
- Isatis bungeana
- Isatis buschiana
- Isatis buschiorum
- Isatis callifera
- Isatis campylocarpa
- Isatis canaliculata
- Isatis candolleana
- Isatis cappadocica
- Isatis caucasica
- Isatis cochlearis
- Isatis constricta
- Isatis corymbosa
- Isatis costata
- Isatis davisiana
- Isatis demiriziana
- Isatis deserti
- Isatis djurdjurae
- Isatis emarginata
- Isatis erzurumica
- Isatis floribunda
- Isatis frigida
- Isatis frutescens
- Isatis funebris
- Isatis gaubae
- Isatis glauca
- Isatis harsukhii
- Isatis hirtocalyx
- Isatis huber-morathii
- Isatis iberica
- Isatis jacutensis
- Isatis karjaginii
- Isatis kotschyana
- Isatis kozlowskyi
- Isatis laevigata
- Isatis latisiliqua
- Isatis leuconeura
- Isatis littoralis
- Isatis lockmanniana
- Isatis lusitanica
- Isatis mardinensis
- Isatis maxima
- Isatis microcarpa
- Isatis minima
- Isatis multicaulis
- Isatis ornithorhynchus
- Isatis pachycarpa
- Isatis pinnatiloba
- Isatis platyloba
- Isatis raphanifolia
- Isatis rugulosa
- Isatis sabulosa
- Isatis sevangensis
- Isatis sivasica
- Isatis spatella
- Isatis spectabilis
- Isatis stocksii
- Isatis subdidyma
- Isatis takhtajanii
- Isatis tinctoria
- Isatis tomentella
- Isatis trachycarpa
- Isatis turcomanica
- Isatis undulata
- Isatis vermia
- Isatis violascens